# Wonka (film)
Wonka is een Amerikaans-Britse muzikale fantasyfilm uit 2023, geregisseerd door Paul King, die samen met Simon Farnaby het scenario schreef, gebaseerd op een verhaal van King. Het vertelt het oorsprongsverhaal van Willy Wonka, een personage uit de roman Sjakie en de chocoladefabriek uit 1964 van Roald Dahl, over zijn vroege dagen als chocolatier. De drie concurrenten waartegen hij zich moet handhaven worden ook genoemd in voornoemd boek. Ze komen voor in het verhaal dat Opa Jakob in het begin van dit boek aan Sjakie vertelt over Willy Wonka en zijn fabriek. Het zijn de chocolatiers die ervoor zorgden dat Willy Wonka zijn fabriek moest sluiten en al zijn arbeiders moest wegsturen.

## Verhaal
Een jongeman van een jaar of 25 is naar Londen gekomen na een zeven jaar durende reis rond de wereld waarin hij naar verre landen reisde op zoek naar de zeldzame delicatessen die zijn snoepjes hun kenmerkende smaak geven. Zijn naam is Willy Wonka. In Londen wil hij eindelijk zijn lang gekoesterde droom waarmaken en zijn eerste chocoladewinkel openen in de chique Galleries Gourmet.
Ook al zijn mensen enthousiast over zijn innovatieve specialiteiten, Willy moet zich nog steeds handhaven tegenover drie concurrenten. De chocolatiers Slugworth, Prodnose en Fickelgruber hebben een soort kartel gevormd en vrezen de nieuwe concurrentie. Om het bedrijf draaiende te houden, gebruiken ze hun producten om de chocoladeverslaafde politiechef om te kopen, die Willy arresteert wanneer hij in het openbaar durft te pronken met zijn unieke lekkernijen.

## Rolverdeling
| Acteur                | Personage                               | Nederlandse stem                                                            | Vlaamse stem         |
| --------------------- | --------------------------------------- | --------------------------------------------------------------------------- | -------------------- |
| Timothée Chalamet     | Willy Wonka (Willie Wonka)              | Enzo Coenen                                                                 | Maksim Stojanac      |
| Calah Lane            | Noodle (Noedel)                         | Meadow Isselt                                                               |                      |
| Keegan-Michael Key    | Chief of police (Politiechef)           | Peter van Rooijen                                                           |                      |
| Paterson Joseph       | Arthur Slugworth (Arthur Wardeloos)     | Franklin Brown                                                              | Govert Deploige      |
| Matt Lucas            | Gerald Prodnose (Gerald Steekneus)      | Wiebe-Pier Cnossen                                                          | Peter Thyssen        |
| Mathew Baynton        | Felix Fickelgruber (Felix Piepelman)    | Rolf Koster                                                                 |                      |
| Sally Hawkins         | Moeder Wonka                            | Sanne Bosman                                                                |                      |
| Rowan Atkinson        | Father Julius (Vader Julius)            | Hein van Beem                                                               |                      |
| Jim Carter            | Abacus Crunch (Abacus Krans)            | Marcel Jonker                                                               | Door Van Boeckel     |
| Tom Davis             | Bleacher (Bleker)                       | Simon Zwiers                                                                | Manou Kersting       |
| Olivia Colman         | Mrs. Scrubbit (Mevrouw Schrobber)       | Marloes van den Heuvel                                                      | Britt van den Borght |
| Hugh Grant            | Lofty (Meneer Loempa)                   | Jon van Eerd                                                                | Bent Van Looy        |
| Natasha Rothwell      | Piper Benz (Peper Brand)                | Peggy Sandaal                                                               |                      |
| Rich Fulcher          | Larry Chucklesworth (Harry Kneukelwerk) | Remko Vrijdag                                                               |                      |
| Rakhee Thakrar        | Lottie Bell (Lottie Bel)                | Bente Mulan Nanayakkara                                                     |                      |
| Kobna Holdbroom-Smith | Officer Affable (Agent Aimabel)         | Juneoer Mers                                                                |                      |
| Simon Farnaby         | Basil (Barend)                          | Rutger Le Poole                                                             |                      |
| Colin O'Brien         | Jonge Willie                            | Kane van Deene                                                              |                      |
| Ellie White           | Gwennie (Wendy)                         | Jannemien Cnossen                                                           | Goedele Wachters     |
| Freya Parker          | Miss Bonbon                             | Rosalie de Jong                                                             |                      |
| Sophie Winkleman      | De gravin                               |                                                                             |                      |
| Murray McArthur       | Kapitein van het schip                  |                                                                             |                      |
| Tracy Ifeachor        | Dorothy Smith                           |                                                                             |                      |
| Isy Suttie            | Groente- en fruitverkoper               |                                                                             |                      |
| Phil Wang             | Colin                                   |                                                                             |                      |
| Charlotte Ritchie     | Barbara                                 |                                                                             |                      |
| Alison Pargeter       | Wendy Chucklesworth                     |                                                                             |                      |
| Tim Fitzhigham        | Sinistere scheepskapitein               |                                                                             |                      |
|                       | Koor                                    | Talita Angwarmasse, Roos van der Waerden, Jonathan Vroege, Dennis Willekens |                      |

## Release
De film had speciale vertoningen op 24 oktober 2023 op ShowEast en ging in première op 28 november 2023 op het Royal Festival Hall in Londen.

## Ontvangst
Op Rotten Tomatoes heeft Wonka een waarde van 83% en een gemiddelde score van 7,50/10, gebaseerd op 103 recensies. Op Metacritic heeft de film een gemiddelde score van 68/100, gebaseerd op 35 recensies.

## Boek
Op 10 december 2023 verscheen over de film een gelijknamig boek, geschreven door de Britse schrijfster Sibéal Pounder. Het boek verscheen niet alleen in het Engels, maar ook in een Nederlandse vertaling door Anna Douqué.

## Prijzen en nominaties
De belangrijkste:
| Jaar | Prijs                           | Categorie                                     | Genomineerde(n)                                                                      | Uitslag     |
| ---- | ------------------------------- | --------------------------------------------- | ------------------------------------------------------------------------------------ | ----------- |
| 2024 | Golden Globe Awards             | Beste acteur in een film – musical of komedie | Timothée Chalamet                                                                    | Genomineerd |
| 2024 | Critics Choice Awards           | Beste jonge acteur / actrice                  | Calah Lane                                                                           | Genomineerd |
| 2024 | Critics Choice Awards           | Beste kostuumontwerp                          | Lindy Hemming                                                                        | Genomineerd |
| 2024 | British Academy Film Awards     | Uitzonderlijke Britse film                    | Paul King, Alexandra Derbyshire, David Heyman & Simon Farnaby                        | Genomineerd |
| 2023 | Hollywood Music in Media Awards | Best Original Song - Sci-Fi/Fantasy Film      | Neil Hannon, Simon Farnaby & Paul King (voor "A World of Your Own")                  | Genomineerd |
| 2023 | Hollywood Music in Media Awards | Best Original Song - Sci-Fi/Fantasy Film      | Neil Hannon, Simon Farnaby & Paul King (voor "You've Never Had Chocolate Like This") | Genomineerd |
| 2023 | Hollywood Music in Media Awards | Best Song – Onscreen Performance (Film)       | Timothée Chalamet (voor "A World of Your Own")                                       | Genomineerd |
| 2023 | Hollywood Music in Media Awards | Best Music Themed Film or Musical             | Alexandra Derbyshire, David Heyman, Luke Kelly & Paul King                           | Genomineerd |